# Ху Ши
Ху Ши (кит. трад. 胡適, упр. 胡适, пиньинь Hú Shì, 17 декабря 1891 — 24 февраля 1962) — один из ведущих китайских мыслителей и философов XX века, ученик и последователь Джона Дьюи. Способствовал утверждению в качестве стандартного письменного разговорного китайского языка, что знаменовало собой преодоление классической традиции и переход к модернизации.

## Биография
Родился в уезде Чуаньша провинции Цзянсу (империя Цин). В 1910 году по Боксерской стипендии (англ. Boxer Indemnity Scholarship Program) поехал учиться в США в составе 2-й группы студентов. Вначале в Корнеллском университете изучал сельское хозяйство, но через некоторое время перешёл на отделение гуманитарных наук. В 1914 году начал изучать философию в Колумбийском университете, где его научным руководителем стал Джон Дьюи.
После возвращения из США преподавал в Пекинском университете, где при поддержке Чэнь Дусю стал одним из активистов Движения 4 мая и борцов за модернизацию культуры Китая.
Ху Ши был ведующим либералом и интеллектуалом в правительстве Чан Кайши. Он верил в развитие Китая путём образования широких масс трудящихся, а не революционных потрясений. В 1938—1942 годах — посол Китайской республики в США, в 1946—1948 — ректор Пекинского университета. Президент Академии Синика (англ. Academia Sinica) (Тайвань) с 1958 года и до самой смерти на 71-м году жизни от сердечного приступа. В 1959—1962 годах — председатель Госкомитета по долгосрочному развитию науки.
Ху Ши был главным редактором журнала «Свободный Китай». Журнал был закрыт в 1960 году за критику Чан Кайши.

## Критика Ху Ши в КНР
Первая из критических кампаний, направленных против Ху Ши, началась в мае 1949 года. Философу инкриминировалось предательство интересов народа, обслуживание интересов гоминьдановского режима и американского империализма. В 1951—1952 годах в его адрес также было высказано множество критических упреков, в том числе за «приверженность идеализму» и «преклонение перед буржуазной наукой».
Наиболее масштабная кампания критики Ху Ши была развернута в ноябре 1954 года. Сигналом к ней послужила редакционная статья «Жэньминь жибао» «Письмо об исследовании „Сна в красном тереме“», в которой подвергался критике подход Ху Ши к исследованию знаменитого романа XVIII века. Статья была написана самим Мао Цзэдуном, впоследствии она вошла в 5-й том его «Избранных сочинений». За этим действом последовала «Великая кампания критики Ху Ши», продолжавшаяся 10 месяцев, вплоть до августа 1955 года. По её итогам в 1959 году был выпущен 8-томный сборник «Ху Ши сысян пипань» («Критика взглядов Ху Ши»). Демонстрация негативного отношения к Ху Ши и закрепление этого отношения в массовом сознании имело для коммунистической власти важное идеологическое значение и в более позднее время. Это нашло отражение и в сфере театра и кино: в целом ряде спектаклей и кинофильмов периода «культурной революции» (1966—1976 годы) отрицательные герои носили фамилию Ху.
Столь активные усилия по дискредитации философа, прилагавшиеся государственной идеологической машиной, красноречиво говорят о значительном масштабе его личности и роли в истории китайской интеллектуальной традиции. Изучение творчества Ху Ши дает возможность углубить наши представления о содержании философских дискуссий в Китае первой половины XX века, прояснить содержание и специфику процесса становления и закрепления новых философских идей, методологических концепций и установок на китайской почве, уточнить характер влияния Ху Ши на отдельные стороны указанного процесса, а также роль новых историко-философских парадигм в изменении отношения к традиции в Китае в период поиска этой страной пути к национальному возрождению. Неофициальной посмертной реабилитации в КНР Ху Ши и его наследия способствовала статья 1986 года известного учёного Цзи Сяньлиня, призвавшего признавать не только его ошибки, но и достижения.